# Antonio Mundo
Antonio Mundo (Albidona, 3 gennaio 1938 – Cosenza, 23 febbraio 2024) è stato un politico italiano, già deputato della Repubblica Italiana.

## Biografia
Di origini umili, Antonio Mundo nacque ad Albidona il 3 gennaio 1938, terzo e ultimogenito di Francesco, muratore, e Divina Mignuoli, coltivatrice diretta. Si sposò con Angela Cortese ed ebbe due figli. Si diplomò al Liceo classico di San Demetrio Corone e poi si laureò alla Facoltà di Giurisprudenza dell'Università degli studi di Bari.
Nel 1960 fu eletto consigliere comunale di Albidona. Nel 1964 divenne sindaco dello stesso comune, alla guida di una lista del Partito Socialista Italiano. Nel 1968 fu eletto anche Consigliere provinciale di Cosenza.
Nel 1970 fece il suo primo ingresso al Consiglio regionale della Calabria, eletto tra le file del Partito Socialista Italiano. Nella stessa legislatura fu nominato assessore regionale ai lavori pubblici. Nel 1975 fu rieletto Consigliere regionale e gli fu affidato l'incarico di capogruppo consiliare del PSI. Nel 1980 fu riconfermato per la terza volta consecutiva nel parlamentino regionale calabrese e ricoprì l'incarico di Assessore regionale alla Sanità e poi ai Trasporti e all'Urbanistica.
Alle elezioni politiche del 1983 si candidò col PSI in Calabria alla Camera dei deputati, venendo eletto con oltre 50 000 voti di preferenza.
Nello stesso 1983 fu eletto anche nel Consiglio comunale di Trebisacce e nel gennaio 1984 fu scelto dal consesso civico come sindaco dello stesso Comune; il mandato di capo dell'amministrazione comunale durò fino al 1994.
Fu inoltre rieletto alla Camera dei deputati tra le file del PSI alle elezioni del 1987 e del 1992, concludendo il proprio mandato parlamentare nel 1994.
Nel 1998 fu rieletto Sindaco di Trebisacce e riconfermato per un'ultima volta nel 2002.
Ricoprì anche diversi incarichi all'interno del Partito Socialista Italiano nella corrente demartiniana, segretario provinciale e membro della direzione nazionale Federazione dei giovani Socialisti Italiani. Al congresso nazionale del PSI del 1978 fu eletto al Comitato centrale e alla Direzione nazionale del PSI.
Morì a Cosenza il 23 febbraio 2024 all'età di 86 anni.